# William Andrew Quarles
William Andrew Quarles (4 juillet 1825 - 28 décembre 1893) est un avocat du Tennessee, politicien, cadre exécutif des chemins de fer, et un général dans l'armée de États confédérés pendant la guerre de Sécession.

## Avant la guerre
William A. Quarles, le fils de Garrett et de Mary J. (Poindexter) Quarles, naît près de Louisa Court House dans le comté de Louisa, en Virginie. Quand il a cinq ans, sa famille déménage dans le comté rural de Christan, Kentucky, puis plus tard à Clarksville, Tennessee. Il est éduqué à la maison pendant sa jeunesse, et fréquente l'université de Virginie jusqu'à la mort prématurée de son père qui le force à retourner chez lui pour gérer le domaine familial. Il étudie le droit et est admis au barreau en 1848, et installe un cabinet d'avocat à Clarksville. Intéressé par la politique, il est un électeur présidentiel démocrate en 1852, soutenant la candidature de Franklin Pierce.
Quarles aide à intégrer Stewart College en 1856. Il est l'inspecteur bancaire de l'État en 1858 et est juge de la « cour de circuit » pendant une année, comblant l'absence du titulaire malade. Quarles est un candidat malheureux à l'élection pour le congrès des États-Unis pour de Tennessee, en 1858. Il est délégué à la convention nationale démocratique en 1856 et en 1860. Quarles rejoint les francs-maçons et devient un maître maçon, en 1856. Il est nommé président de la compagnie de chemin de fer de Memphis, Clarksville, et Louisville, et aide à superviser la construction de lignes de chemin de fer dans le Tennessee et le Kentucky.
Son frère, James Minor Quarles, est un membre du congrès des États-Unis représentant le Tennessee de 1859 jusqu'en 1861, lorsque l'État fait sécession de l'Union.

## Guerre de Sécession
Avec le déclenchement de la guerre de Sécession, Quarles organise le 42nd Tennessee Infantry et obtient une commission le 28 novembre 1861 devenant son premier colonel. Son frère James servira sous les ordres de Quarles pour le reste de la guerre. En février 1862, Quarles et ses hommes sont présents à la bataille de Fort Donelson, où ils sont parmi les milliers d'hommes qui sont forcés de se rendre. Il est envoyé au nord dans le camp de prisonniers de guerre de l’île Johnson dans l’Ohio. Après avoir été envoyé à Vicksburg (Mississippi), au début d'août 1862 et officiellement échangé, Quarles reprend le commandement de son régiment.
Quarles est promu le 25 août 1863, brigadier général et commandant d'une brigade d'abord composée des 42nd, 46th, 48th, et 53rd Tennessee Infantry Regiment, servant dans la division de Edward C. Walthall. Puis complétée par deux régiments de Louisiane, un autre du Tennessee, et une batterie d'artillerie, la brigade de Quarles manque la campagne de Chattanooga puisque sa brigade n'arrive pas à temps pour la défense de Missionary Ridge. Il reçoit l'ordre de rentrer dans le Mississippi après qu'il semble certain que l'armée de Braxton Bragg ne doive pas être attaqué de nouveau après une retraite sur Dalton, en Géorgie, mais lui et ses hommes retournent en Géorgie après le début de la campagne d'Atlanta. À Pickett's Mill, Quarles est gravement blessé.
Après sa récupération, Quarles mène sa brigade dans le Tennessee lorsque le commandant de l'armée John Bell Hood se déplace vers le nord à partir d’Atlanta. Il est blessé le 30 novembre 1864, à la bataille de Franklin tout en menant sa brigade contre les ouvrages de l'Union, et deux semaines plus tard est capturé pendant sa convalescence dans un hôpital de campagne à proximité. Quarles passe le reste de la guerre comme prisonnier de l'Union. Il est finalement libéré sur parole et échangé à Nashville en mai 1865 à la suite de la cessation des hostilités.

## Après la guerre
Après la guerre, Quarles reprend sa carrière en droit à Clarksville et il est administrateur de la société des orphelins du Tennessee en 1867. Il est membre de l'Église épiscopalienne méthodiste, et poursuit ses activités maçonniques, devenant un maçon de l'arche royale en 1865, et rejoignant les chevaliers templiers en 1871. Il est de nouveau électeur présidentiel à l'élection de 1872, soutenant Horace Greeley dans sa candidature malheureuse. Reprenant sa propre carrière politique, Quarles échoue à recueillir suffisamment de soutien pour le sénat des États-Unis en 1874, finissant loin derrière l'ancien président Andrew Johnson dans le scrutin de l'assemblée législative du Tennessee. Il est ensuite élu au Sénat de l'État, servant lors des 39e (1875-77) et 45e (1887-89) assemblées générales. Il est délégué aux conventions nationales démocrates de 1880 et 1884, et sert au sein du comité exécutif démocrate de l'État en 1882.
Quarles se marie trois fois ; une première fois à une cousine, Miss Poindexter, puis à Alice Vivian, et le troisième mariage avec encore une autre cousine, Mme Louisa (Meriwether) Barker, fille du Dr Charles Hunter Meriwether. Quarles a un fils, William A.
Quarles décède  dans la propriété de son beau-père, « Meriville », dans le comté de Todd, Kentucky, et est enterré dans le cimetière de l'Église Presbytérienne de Flat Lick, dans le comté de Christian, Kentucky.